# Henri Bourassa
Henri Bourassa (ur. 1 sierpnia 1868 w Montrealu, zm. 31 sierpnia 1952 w Outremont) – kanadyjski polityk i dziennikarz.

## Życiorys
Był synem malarza Napoléona Bourassa. Studiował prawo, w wieku 22 lat został burmistrzem Montebello, 1896–1907 i ponownie 1925–1935 był posłem do parlamentu federalnego, a 1908–1912 posłem do parlamentu prowincji Quebec. W 1910 założył „Le Devoir”, wpływowy montrealski dziennik, który redagował do 1932. Uznawany za inspiratora nacjonalistycznego ruchu Frankokanadyjczyków, jednocześnie sprzeciwiał się separatyzmowi Quebecu i opowiadał się za równouprawnieniem francuskiej i angielskiej kultury w Kanadzie. Był przeciwnikiem politycznej zależności Kanady od Wielkiej Brytanii i ekonomicznych wpływów Stanów Zjednoczonych, sprzeciwiał się udziałowi Kanady w II wojnie burskiej i (po pewnych wahaniach) w I wojnie światowej. W 1926 sprzymierzył się z premierem Mackenzie Kingiem w żądaniu zmodyfikowania roli generalnego gubernatora, jednak nie przyjął urzędu w nowym rządzie króla. W 1935 opuścił parlament, gdy poniósł porażkę w wyborach powszechnych z powodu zlekceważenia lokalnego patronatu politycznego.